# Rolf Schwanitz

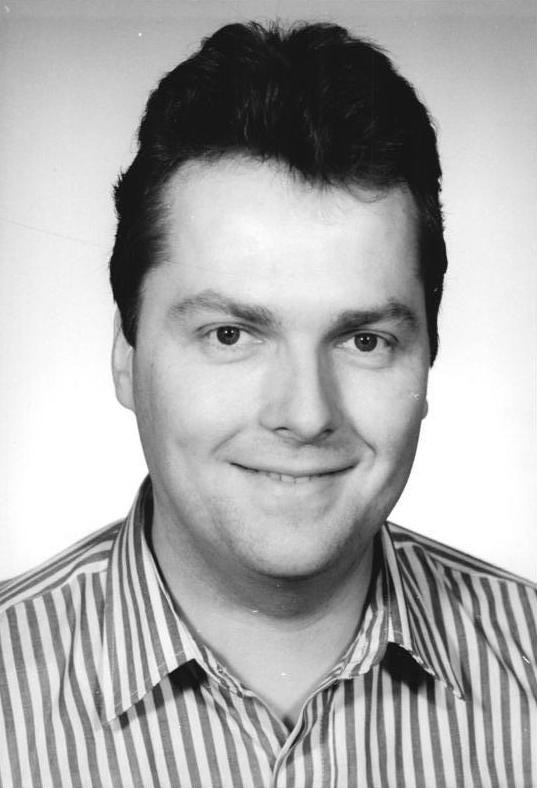
Rolf Schwanitz (1990)

Rolf Schwanitz (* 2. April 1959 in Gera) ist ein deutscher Politiker (SPD). Er war von März bis Oktober 1990 Abgeordneter in der frei gewählten DDR-Volkskammer und anschließend bis 2013 Mitglied des Deutschen Bundestages. Von 1998 bis 2005 war Schwanitz Staatsminister im Bundeskanzleramt und anschließend von 2005 bis 2009 Parlamentarischer Staatssekretär bei der Bundesministerin für Gesundheit.

## Ausbildung und Beruf
Nach dem Besuch der Polytechnischen Oberschule in Gotha absolvierte Schwanitz eine Berufsausbildung Berufsausbildung mit Abitur zum Baufacharbeiter. Von 1979 bis 1983 studierte er Wirtschaftswissenschaften an der Friedrich-Schiller-Universität Jena und schloss als Diplom-Ingenieurökonom ab. Anschließend arbeitete er bis 1989 als Fachschullehrer für Betriebswirtschaft und Recht an der Fachschule für Ökonomie in Plauen und danach als wissenschaftlicher Assistent am Fachbereich Betriebswirtschaft der Technischen Hochschule Zwickau, Abteilung Plauen. Parallel absolvierte er ein rechtswissenschaftliches Fernstudium an der Humboldt-Universität zu Berlin, das er 1990 als Diplom-Jurist abschloss.

## Familie
Rolf Schwanitz ist verheiratet, hat zwei Kinder und lebt in Plauen. Er ist ein Enkel des SPD-Politikers Artur Schöneburg, der 1932/33 dem Thüringer Landtag angehörte und danach im Widerstand gegen den Nationalsozialismus aktiv war.

## Partei
Schwanitz trat im Oktober 1989 dem Neuen Forum in der DDR bei und wurde im November 1989 Mitglied der neu gegründeten SDP. Von 1993 bis 2010 war er stellvertretender Landesvorsitzender der SPD in Sachsen. Nach dem Rücktritt Thomas Jurks nach der Landtagswahl in Sachsen 2009 fungierte Schwanitz bis zur Wahl von Martin Dulig übergangsweise als kommissarischer Landesvorsitzender der sächsischen SPD. Er war Mitglied des Leitungskreises des Seeheimer Kreises, einer als konservativ geltenden Arbeitsgemeinschaft der SPD.
Schwanitz ist „ein leidenschaftlicher, überzeugter Atheist“. Er war ein scharfer Kritiker des Papstbesuches in Deutschland 2011. Seit dem Jahr 2010 setzt er sich für die Gründung eines Arbeitskreises „Laizistinnen und Laizisten in der SPD“ ein und wurde 2022 zum Gründungsvorstand des Arbeitskreises Säkularität und Humanismus in der SPD.

## Abgeordneter
Schwanitz gehörte der ersten freigewählten Volkskammer der DDR von März bis Oktober 1990 an. Seit dem 3. Oktober 1990 bis 2013 war er Mitglied des Deutschen Bundestages.
Rolf Schwanitz zog 1998 als direkt gewählter Abgeordneter des Wahlkreises Reichenbach – Plauen – Auerbach – Oelsnitz und sonst stets über die Landesliste Sachsen in den Deutschen Bundestag ein.
Im Bundestagswahlkampf 2005 erlangte er durch ein umstrittenes Plakatmotiv bundesweite Aufmerksamkeit. Über einem Foto, das die Särge im Irak gefallener US-Soldaten im Laderaum einer Transportmaschine zeigte, ließ er die Aussage platzieren, „Sie hätte Soldaten geschickt“. Darunter wurde eine Aufforderung zur Wahl von Rolf Schwanitz gesetzt. Obwohl er die Intention dieses Plakates mit seiner Kritik an der Haltung Angela Merkels zum Irakkrieg begründete, sah sich Schwanitz scharfer Kritik ausgesetzt. CDU-Generalsekretär Volker Kauder sprach von einer „Geschmacklosigkeit“.
Zur Bundestagswahl 2013 trat Schwanitz nicht wieder an.

## Öffentliche Ämter
Der letzten DDR-Regierung unter Lothar de Maizière gehörte Schwanitz als Parlamentarischer Staatssekretär beim Minister der Justiz Kurt Wünsche an.
Zum 27. Oktober 1998 wurde Schwanitz als Staatsminister ins Bundeskanzleramt berufen (Kabinett Schröder I). Von 1998 bis September 2002 war er zugleich Beauftragter der Bundesregierung für Angelegenheiten der Neuen Länder. Nach der Bundestagswahl 2002 bildete Schröder das Kabinett Schröder II und beließ Schwanitz auf seinem Posten, nun zuständig für die Bund-Länder-Koordinierung.
In der Großen Koalition unter Angela Merkel (Kabinett Merkel I) wurde Schwanitz zum Parlamentarischen Staatssekretär bei der Bundesministerin für Gesundheit (Ulla Schmidt) ernannt. Nach der Bundestagswahl 2009 schied Schwanitz aus dem Amt.

## Weitere Funktionen
Schwanitz ist Mitglied der Friedrich-Ebert-Stiftung und Kuratoriumsmitglied.
Im Februar 2017 war er Mitgründer und ist seitdem Beirat des Instituts für Weltanschauungsrecht (ifw). Seit 2018 ist er Mitglied im Beirat der Giordano-Bruno-Stiftung (gbs).
Seit 2018 ist er Schatzmeister der regionalen Geschichts- und Aufarbeitungsinitiative Vogtland 89 e. V. und betreut deren Webseite IDZ-Plauen89.

## Veröffentlichungen
- Spurensuche. Aus der Geschichte der Sozialdemokratie in Plauen und dem Vogtland, Publikation der Friedrich-Ebert-Stiftung, Landesbüro Sachsen, 2015 (Link zum Digitalisat)